# Metoxilo

Estrutura química de um radical metoxilo.

Em química, especialmente em química orgânica, metoxilo é um grupo funcional ou radical (chamado muitas vezes "metóxi") consistindo em um grupo metilo unido a um oxigênio. Tem a fórmula:
–O–CH3
Exemplos de éteres que incluem um metoxilo são o metoximetano, metoxietano e metoxipropano.